# Аржочи (Горж)
Аржочи (рум. Arjoci) насеље је у Румунији у округу Горж у општини Годинешти. Oпштина се налази на надморској висини од 188 m.

## Становништво
Према подацима из 2002. године у насељу је живело 150 становника, од којих су сви румунске националности.